# برج سی شاهاندشت
برج سی شاهاندشت یا گنبد سی مربوط به پیش از اسلام است و در شهرستان آمل، بخش لاریجان، روستای شاهاندشت واقع شده و این اثر در تاریخ ۷ مرداد ۱۳۸۲ با شمارهٔ ثبت ۹۳۵۶ به‌عنوان یکی از آثار ملی ایران به ثبت رسیده‌است.